# Dogari (okręg Buzău)
Dogari – wieś w Rumunii, w okręgu Buzău, w gminie Beceni. W 2011 roku liczyła 341 mieszkańców.